# Spuścizna archiwalna
Spuścizna archiwalna – zespół archiwalny, w skład którego wchodzą materiały archiwalne wytworzone i zgromadzone przez osobę lub osoby fizyczne.